# Gare de Higashi Okazaki
La gare de Higashi Okazaki (東岡崎駅, Higashi Okazaki-eki) est une gare ferroviaire de la ville d'Okazaki, dans la préfecture d'Aichi au Japon. Elle est exploitée par la compagnie Meitetsu.

## Situation ferroviaire
Higashi Okazaki est située au point kilométrique (PK) 29,8 de la ligne principale Nagoya.

## Historique
La gare est inaugurée le 8 août 1923.

## Service des voyageurs

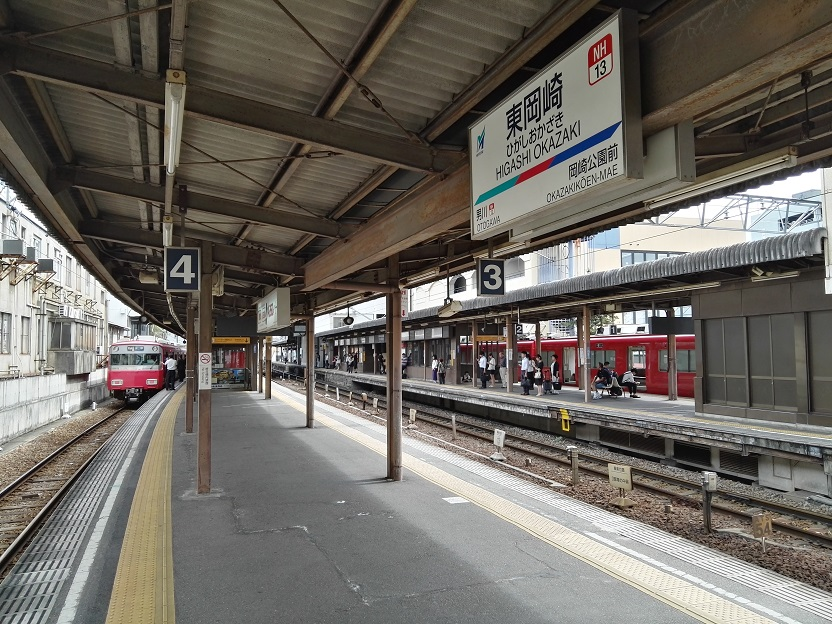
Vue des quais.

### Accueil
La gare dispose d'un bâtiment voyageurs, avec guichets, ouvert tous les jours.

### Desserte
- Ligne principale Nagoya :
  - voies 1 et 2 : direction Nagoya, Gifu et Inuyama
  - voies 3 et 4 : direction Toyohashi